# Discorde
Pour les articles homonymes, voir Discord.
La Discorde (Discordia en latin) est, dans la mythologie romaine, à l'origine des guerres, des querelles, des dissensions entre la Plèbe et les patriciens ou au sein des familles. Elle est identifiée à l'Éris de la mythologie grecque.

## Description
Les poètes anciens donnent à cette déesse une chevelure hérissée de serpents et nouée avec des bandelettes sanglantes. Elle tient une vipère à la main.

## Mythe
C'est elle qui, sous la forme de Rhéa et dans un char tiré par des lions, incite Dionysos à aller se battre contre Lycurgue. 
Elle est aussi à l'origine de la guerre de Troie. Le jardin des Hespérides était situé sur les pentes du mont Atlas, où poussait un arbre aux pommes d'or dont les filles d'Hespérus, l'étoile du soir, prenaient soin. Il était surveillé par Ladon, un dragon qui ne dormait jamais. La Discorde a réussi à prendre une pomme et l'a lancée sur la table. Il y était gravé la fameuse inscription « Cette pomme reviendra à la plus belle [des trois déesses] ». En effet, tous les dieux se débattaient sur l'Olympe pour savoir à qui la pomme devait revenir. Trois déesses ont été choisies par les Dieux : Aphrodite, la Déesse de la beauté et de l'amour, Héra : la Déesse du mariage et Athéna : la Déesse de la guerre, de la sagesse et de la stratégie militaire. Aucun Dieu n'était capable de choisir l'une d'entre elles. Les déesses demandèrent au mortel Pàris (qui est le fils de Priam, roi de Troie et d'Hécube, et le frère d'Hector). La pomme est déposée dans la main innocente de Pàris. Héra  promet à Paris que s'il la choisit, elle lui fera cadeau d'un royaume splendide et sera le plus grand roi du monde. Le jeune garçon s'apprête à lui donner la pomme quand Athéna s'interpose. Elle promet à Pàris que s'il la désigne comme la plus belle, elle le fera gagner tous les combats ; il sera comme invincible, tout ses ennemis le fuiront. Aphrodite lui promet que s'il la choisit, elle lui donnera la main de la plus belle femme du monde. Sans hésitation, le jeune garçon offre la pomme à Aphrodite. La déesse offre à Pàris sa ceinture de séduction (quand elle est portée, elle séduit toute personne). Le jeune prince est envoyé par son père en Grèce, à Sparte chez Ménélas. Il va rencontrer la femme du roi de Grèce : Hélène. Pàris tombe sous le charme de la femme dont la beauté est connue dans le monde. L'époux d'Hélène doit partir quelques jours. Pendant ce temps,  Pàris (portant la ceinture) a déjà séduit la reine. Il lui propose de devenir sa femme, celle-ci ne montre aucune résistance. Le jeune prince enleva la reine de Grèce. Ménélas de retour est furieux. Une vieille servante lui dit la vérité. Il part à Misène retrouver son frère, le roi le plus craint : Agamemnon. Cet amour va provoquer une guerre qui durera une vingtaine d'années et conduira à la création de Rome.

## Représentation dans les arts

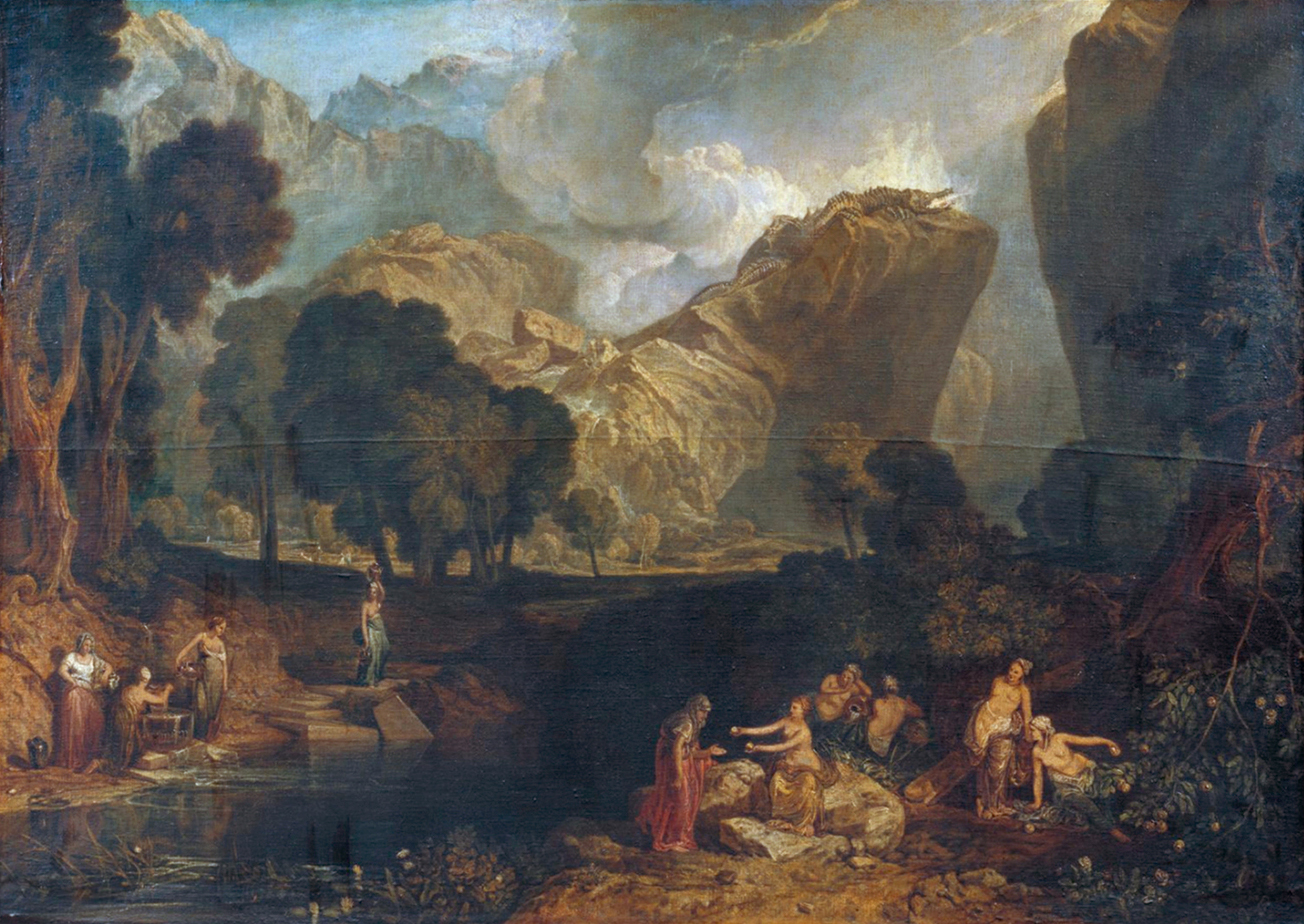
La Déesse de la discorde choisissant la pomme
dans le jardin des Hespérides
Joseph Mallord William Turner, 1806
Tate Britain, Londres.

### En littérature
Quelques poètes plus récents ont également personnifié la Discorde : elle figure 
- dans La Jérusalem délivrée du Tasse,
- dans Le Lutrin de Boileau,
- dans La Henriade de Voltaire.

### Dans la Peinture
Turner montre le jardin comme un paysage paisible dans une vallée protégée. La déesse de la discorde, déguisée, prend l'une des pommes.